# Gomelange
Gomelange település Franciaországban, Moselle megyében. Lakosainak száma 472 fő (2022. január 1.). Gomelange Anzeling, Bettange, Éblange, Guinkirchen, Hestroff, Holling, Mégange, Piblange és Roupeldange községekkel határos.

## Népesség
A település népességének változása:
| Lakosok száma | 375  | 400  | 408  | 513  | 523  | 517  | 497  | 480  | 474  | 472  |
|               | 1968 | 1982 | 1990 | 2006 | 2013 | 2015 | 2017 | 2019 | 2020 | 2022 |